# TT55
La tombe thébaine TT 55 est située à Cheikh Abd el-Gournah, dans la nécropole thébaine, sur la rive ouest du Nil, face à Louxor en Égypte. C'est la sépulture de Ramosé, vizir sous le règne d'Amenhotep III puis d'Akhenaton.
Cette tombe est remarquable par la très haute qualité de ses décorations, autant de style classique que de style amarnien.

## Architecture et décoration
On pénètre dans cette tombe par une cour orientée vers l'est vers un vaste hall comportant quatre rangs de huit colonnes. Sur le mur est, il y a des reliefs non-peints montrant Ramosé, sa femme et le couple de son frère Amenhotep et sa femme May. Un prêtre revêtu d'une peau de panthère offre des libations à Ramosé et sa famille, et trois jeunes filles jouent de la musique. Dans la partie sud de ce mur, il existe une image d'un couple d'hommes côte à côte dans un banquet. Un des deux hommes occupe la place réservée à l'épouse avec ses attributs traditionnels (fleur de lotus).
Sur le mur sud, il y a des scènes funéraires, peintes, sur deux registres. Le registre supérieur décrit la procession avec le sarcophage sur une barque.
Sur le mur ouest, il y a deux scènes montrant le pharaon Akhenaton, celle de gauche le montrant assis avec Maât assise derrière lui ; sous le trône, sont inscrits les noms des vassaux, nubiens, asiatiques et libyens. Ramosé est debout devant le roi et lui montre ses titres. La scène de droite représente Akhenaton et Néfertiti assis au balcon, récompensant Ramosé avec de l'or. À l'extrême droite de ce mur, on voit Ramosé quittant le palais, acclamé par la foule. Au centre de ce mur, s'ouvre un corridor, sans décoration, menant à une chapelle avec trois niches.

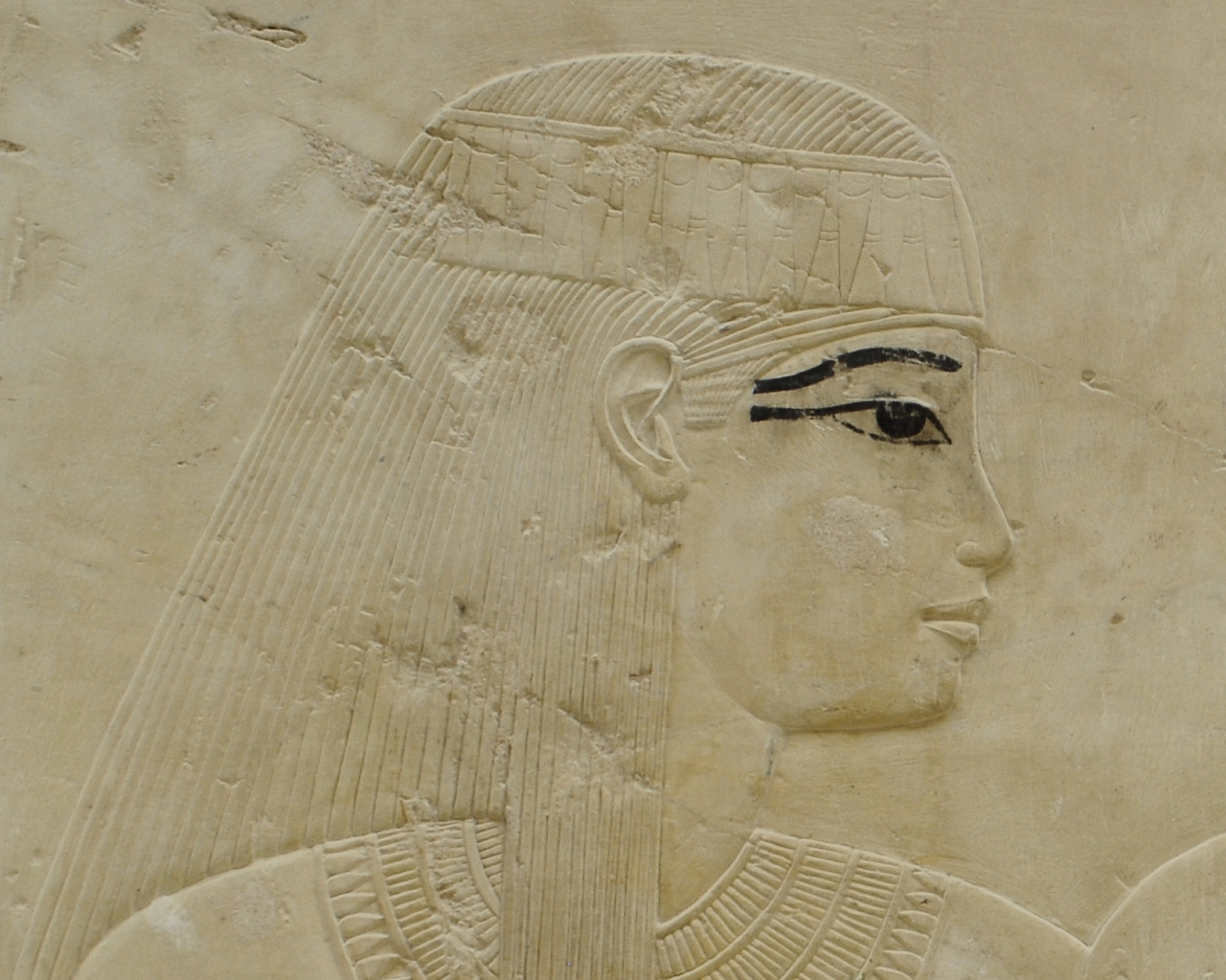
Apouya, mère de Ramosé
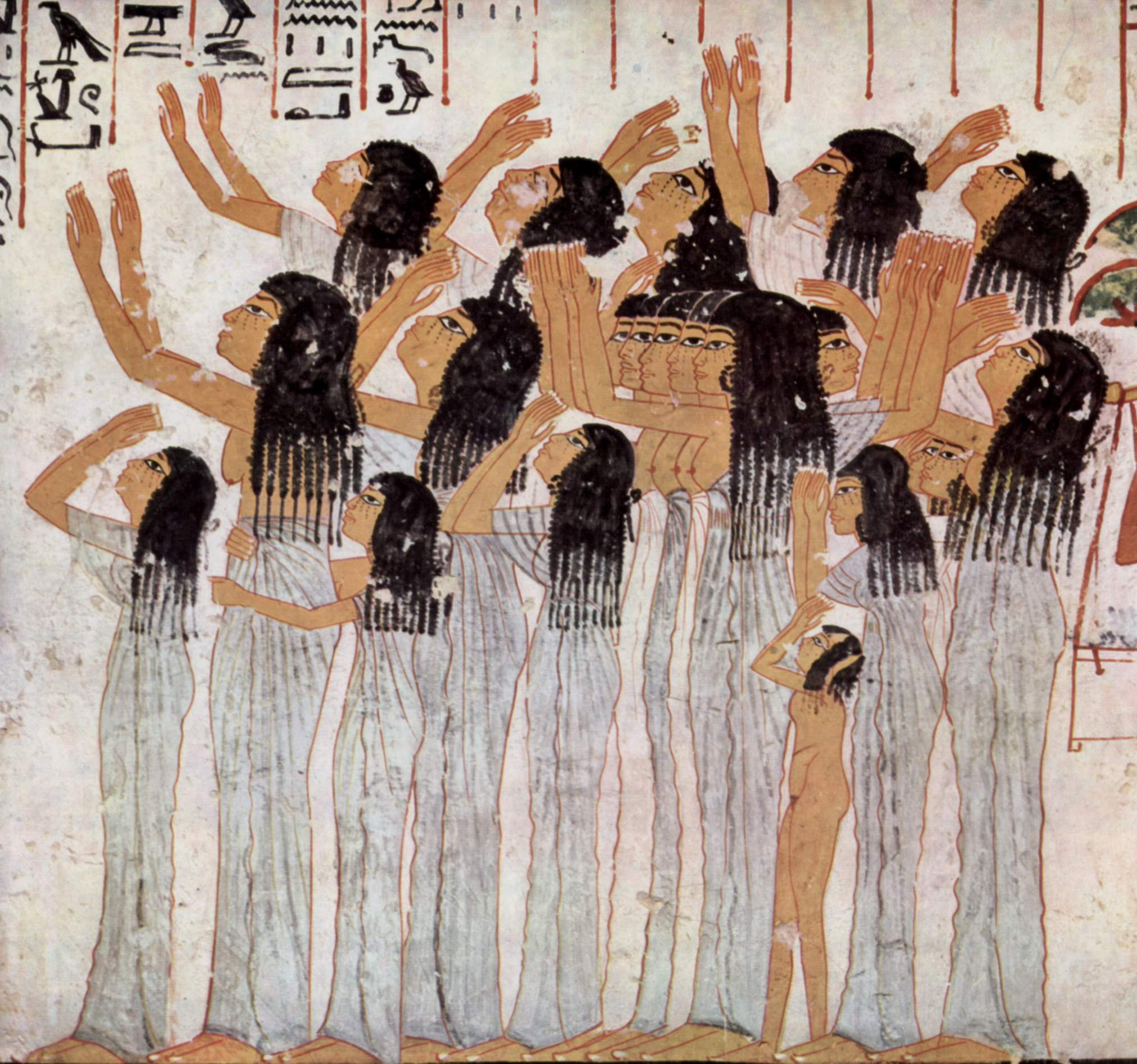
Pleureuses
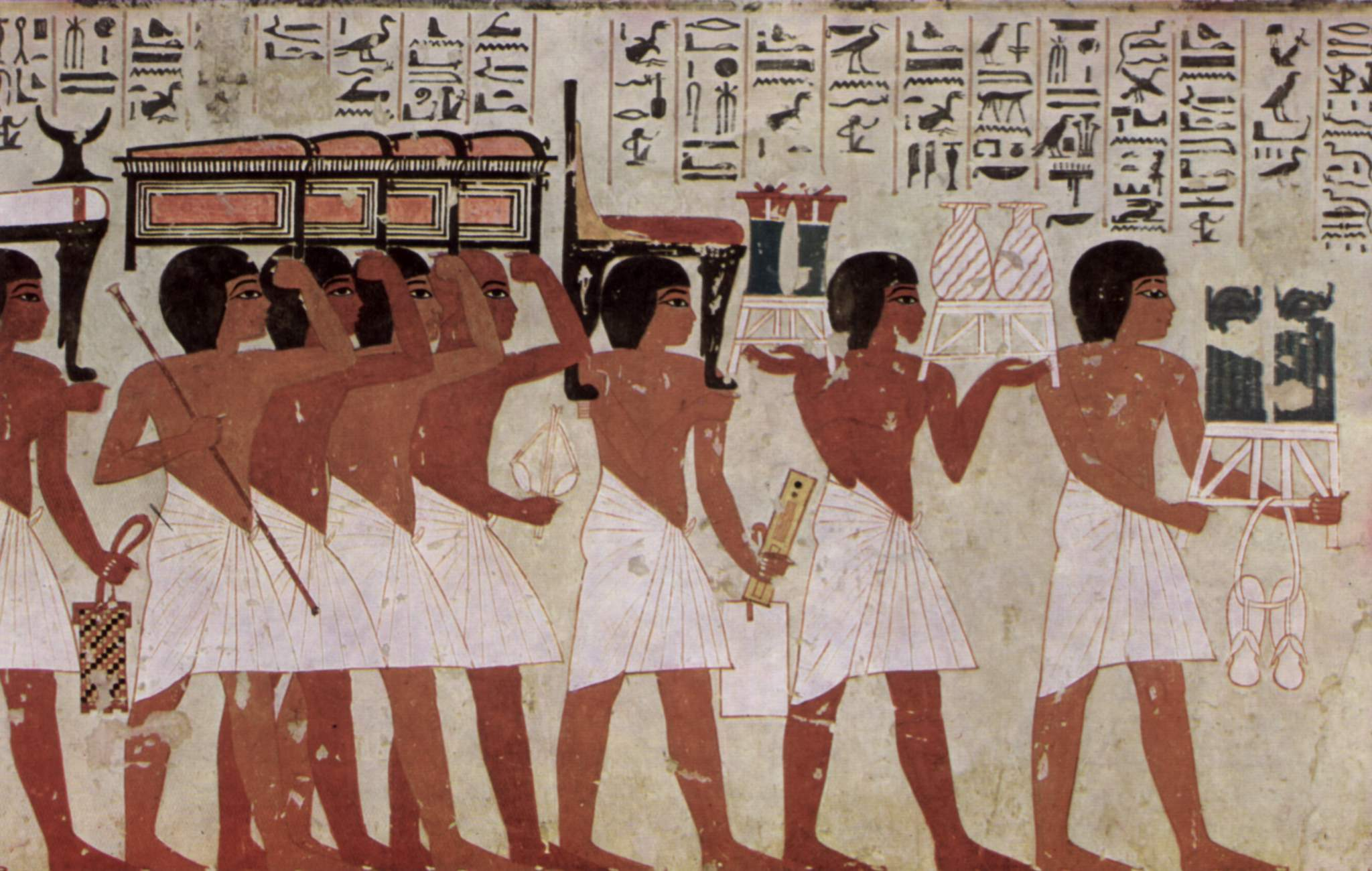
Procession funéraire
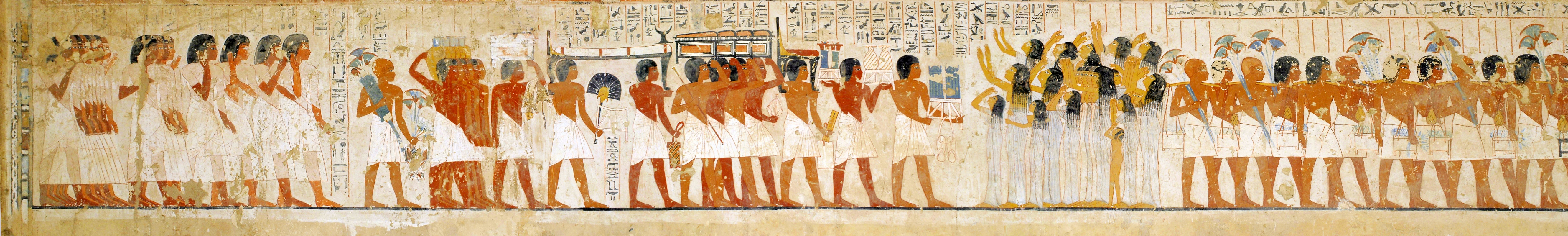
Panoramique du convoi funèbre